# Російськомовна література України
Російськомовна література України — література написана російською мовою письменниками, що народилися або певний час проживали в Україні. Таких письменників переважно відносять до авторів російської літератури, як наприклад Анну Ахматову, Михайла Булгакова, Віктора Фета, Максіміліана Волошина тощо.

## Історія

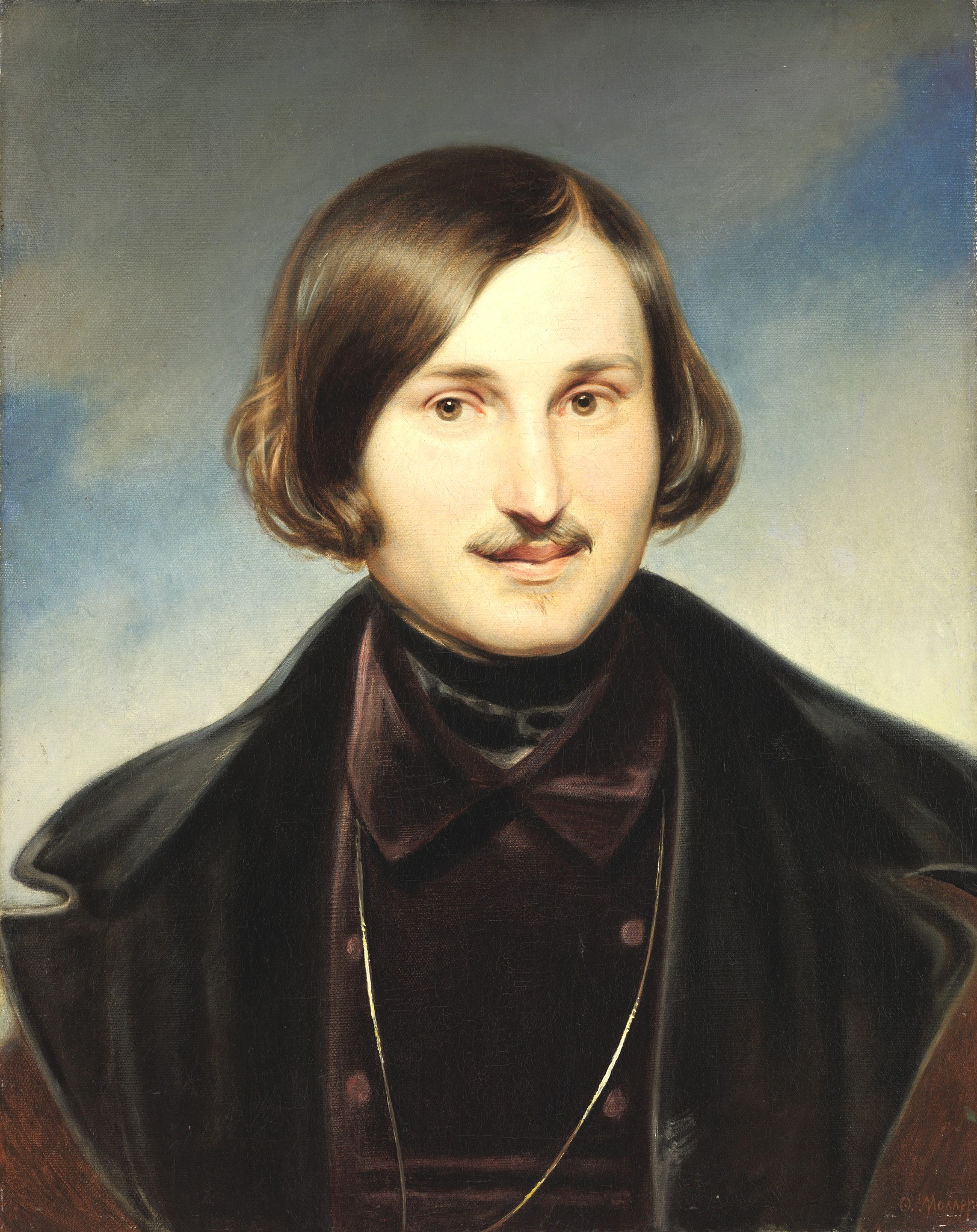
Микола Гоголь - класик російської літератури українського походження.

До кінця 19 століття значна частина літературних творів українських письменників були написані не українською мовою, а латиною, польською та російською. В 19 столітті одним із важливих російськомовних письменників українського походження був Микола Гоголь, який у своїх творах використовував українські теми. Російською мовою були написані також деякі твори Тараса Шевченка, Пантелеймона Куліша, Григорія Квітки-Основ'яненка, Миколи Костомарова, Євгена Гребінки та Марка Вовчка.  
Народжені в Україні письменники відіграли важливу роль у російському авангардизмі початку 20 століття. Це зокрема стосується футуристів (Давид Бурлюк, Микола Бурлюк, Божидар). 

## Період СРСР
За часів СРСР відомі українські поети Борис Чичибабін, Микола Ушаков, Леонід Кисельов та Леонід Вишеславський писали російською мовою. Серед радянських прозаїків в Україні народилися Ісак Бабель, Михайло Зощенко, Ілля Ільф, Євген Петров, Валентин Катаєв, Ілля Еренбург. Відомим дитячим письменником, автором «Незнайка» був Микола Носов. Автором відомих радянських пісень  «Подсмосковные вечера» та «С чего начинается Родина?» був луганчанин Михайло Матусовський. 
Хоча в період СРСР українські автори, які писали російською вважалися більш лояльними до радянської держави, крім офіційних радянських літераторів було також декілька російськомовних українських письменників-дисидентів: Віктор Некрасов, Гелій Снєгирьов, Ірина Ратушинська та Ігор Померанцев.
В кінці 1980-х років в Україні існувало дві літературні студії, з яких вийшли багато сучасних російськомовних письменників. Одна знаходилася при Союзі письменників, а інша при журналі «Радуга».

## Сучасна російськомовна література

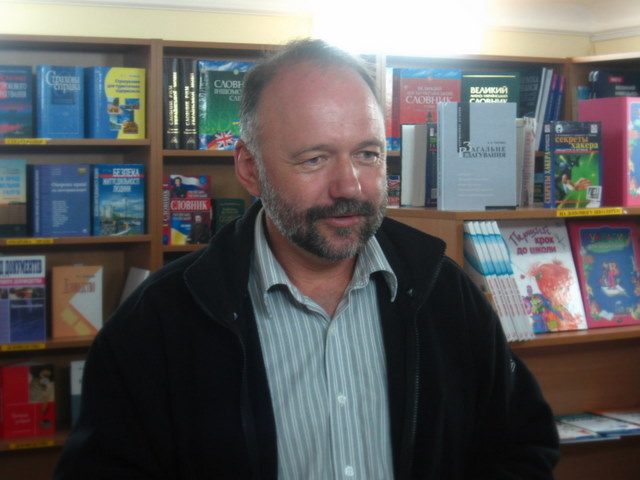
Андрій Курков - один з найвідоміших сучасних російськомовних письменників України.

В незалежній Україні низка письменників пишуть російською мовою. До найвідоміших прозаїків належить Андрій Курков, твори якого були перекладені багатьма іноземними мовами. 
Олександр Кабанов, головний редактор російськомовного культурного журналу та порталу «ШО», пише вірші російською мовою. Досить відомими сучасними поетами є харків'янка Анастасія Афанасьєва, волонтер сучасного поетичного фестивального руху в Україні вінничанин Леонід Борозєнцев, а також такі представники порталу «Літфест», як  Євгенія Баранова,  Максим Кабір, Олексій Торхов.
Дніпропетровщина представлена такими яскравими персонажами, як поет, музикант, організатор літературного простору початку 2000-х  Максим Бородін та поет, перекладач  Станіслав Бельський. Їх вірші та мала проза виходили в багатьох виданнях як в Україні так і за її межами.  
Драматургію російською мовою пишуть Олександр Мардань, Наталя Ворожбит, Марія Ладо, Максим Курочкін. 
Деякі російськомовні автори, які народилися, або довгий час прожили в Україні, надають перевагу проживанню і роботі поза Україною: Ігор Клех (Росія), Ігор Померанцев (Чехія), Олексій Цвєтков (США) та ін.
Письменники-фантасти Марина та Сергій Дяченки, Андрій Валентинов, Яна Дубинянська, Генрі Лайон Олді (псевдонім творчого тандему Дмитра Громова та Олега Ладиженського), Олександр Зорич, Юрій Нікітін, Андрій Дашков та Володимир Арєнєв з України пишуть російською мовою. 
Деякі українські російськомовні письменники стали відомими в Росії (Володимир Нестеренко).
В Україні існує літературне угрупування СТАН, значна кількість письменників у якому російськомовні.
В сучасній російськомовній українській прозі можна виділити три покоління. Старше покоління: Етері Басарія, Валентина Єрмолова, Анатолій Крим, Володимир Бушняк, Ніна Турбал, Станіслав Славич. Середнє покоління: Андрій Курков, Сергій Пономаренко, Лада Лузіна, Марина Муляр, Євгенія Чуприна, Хелена Томассон, Володимир Нестеренко, Сергій Головачов, Андрій Краснящих, Юрій Цаплін, Олександр Сидоренко. Молоде покоління: Яна Дубинянська, Олена Мордовіна, Ада Самарка, Платон Бєсєдін, Всеволод Непогодін.
Декілька російськомовних авторів: Андрій Курков, Олексій Нікітін, Володимир Рафієнко та Євгенія Чуприна є членами українського ПЕН-клубу.

### Зв’язок з сучасною російською літературою
Велика кількість авторів народжених в Україні працюють в рамках російської літератури і мало пов’язані з Україною. Наприклад народжена у Львові авторка детективів Олександра Марініна, народжений в Івано-Франківську поет Олексій Цвєтков та інші.

## Українські теми в російській літературі
Україна та українські міста описані у низці творів російськомовних авторів. Класичним прикладом є «Вечори на хуторі біля Диканьки» Миколи Гоголя. Київ описано у творах Олександра Купріна, Михайла Булгакова та Віктора Некрасова. Головним місцем подій оповідань Ісака Бабеля є Одеса.

## Премії та рейтинги

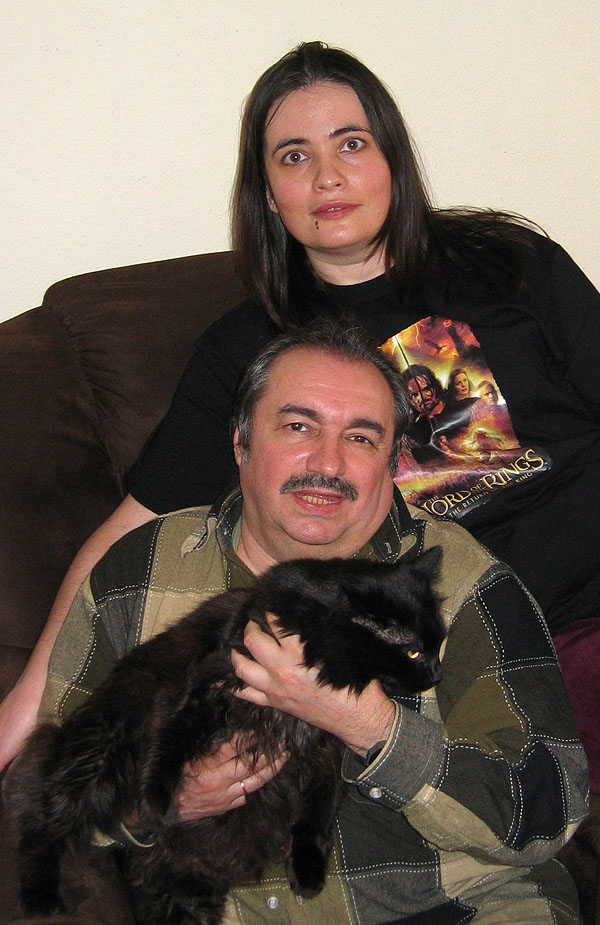
Дяченки Марина та Сергій, твори яких одержали численні премії.

До рейтингу найуспішніших українських письменників журналу «Фокус» увійшли такі російськомовні письменники як Симона Вілар та Лада Лузіна. Літературну відзнаку «Золоті письменники України» для авторів, твори яких вийшли найбільшими тиражами в 2012 році одержали кілька російськомовних письменників: Андрій Курков, Міла Іванцова, Лада Лузіна та Сімона Вілар.
2014 року журнал «Шо» оприлюднив списки найкращих російськомовних українських авторів на думку опитаних експертів. До списку найкращих поетів увійшли: Олександр Кабанов, Борис Херсонський, Андрій Поляков, Наталія Бельченко, Ірина Євса, Анастасія Афанасьєва, Олексій Зарахович,  Максим Бородин, Ілля Риссенберг, Максим Кабір, Олександр Моцар, Євгенія Чуприна, Ігор Померанцев, Євгенія Більченко, Станіслав Мінаков. Список найкращих прозаїків склали: Андрій Курков, Олексій Нікітін, Володимир Рафієнко, Марина та Сергій Дяченко, Генрі Лайон Олді, Андрій Краснящих, Яна Дубинянська, Лада Лузіна, Уляна Гамаюн, Інна Лісова, Маріанна Гончарова, Володимир Нестренко, Володимир Аренєв, Андрій Пічахчі, Еліна Свенцицька, Олександр Сидоренко, Сергій Соловйов, Юрій Цаплін.
За найкращі твори українських письменників російською мовою Національною спілкою письменників надається Гоголівська премія та Літературна премія імені Володимира Короленка, а поетам присуджується Премія імені Миколи Ушакова.

## Періодичні літературні видання
З 1927 року в Україні видається журнал російськомовних письменників, який з 1963 року має назву «Радуга». Нещодавно з'явилася електронна версія журналу. Журнал «Радуга» в 2010 році започаткував щорічний літературний конкурс молодих російськомовних письменників «Активація Слова».
З 2000 року в Харкові видається часопис «©оюз Писателей». Твори російськомовних українських письменників також публікують такі українські журнали як «Донбас», «ШО». Певний час проіснував і журнал «Зоїл». В Києві від 1992 року видається також російськомовний літературний журнал «Ренессанс».

## Сприйняття за кордоном
Українські письменники часто були лауреатами «Російської премії», яка присуджується російськомовним письменникам, яка живуть поза Росією.
Романи Андрія Куркова були перекладені 32 іноземними мовами. Його ж роман «Пікнік на льоду» став книжкою року у Швейцарії.

## Антології
- Дикое Поле: Стихи русских поэтов Украины конца ХХ века / А... Дмитриев (сост.). — Х. : Крок, 2000. — 332с. : ил. — ISBN 966-7093-89-1.
- Антология современной русской поэзии Украины / Михаил Михайлович Красиков (ред.- сост.). — Х. : Крок, 1998. — 275 с.
- Киевская Русь : соврем. рус. поэзия Украины : антология : совмест. проект Комис. по межнац. связям Союза писателей Украины и Толстов. фонда (Германия) / сост. Ю. Каплан, О. Бешенковская. [Gelsenkirchen] :Ed. Gelsen, 2003. — 312 с.
- На нашій, на своїй землі: Антологія різномовної поезії України / А.К. Мойсієнко (упоряд.). — К. : Гол. спец. редакція літ-ри мовами нац.меншин України, 1995. Кн. 3 : Англійська, білоруська, болгарська, грузинська, єврейська, польська, російська, угорська, узбецька. — К. : Гол. спец. редакція літ-ри мовами нац.меншин України, 1996 — 429 с. — ISBN 966-522-055-1.
- А українською так: антологія російської поезії України в перекладах українською Валерії Богуславської / [післямова Валерії Богуславської]. - 443 с. - Київ : [б.в.], 2010. - ISBN 9789663781495.